# Christkönigskapelle (Jagstfeld)

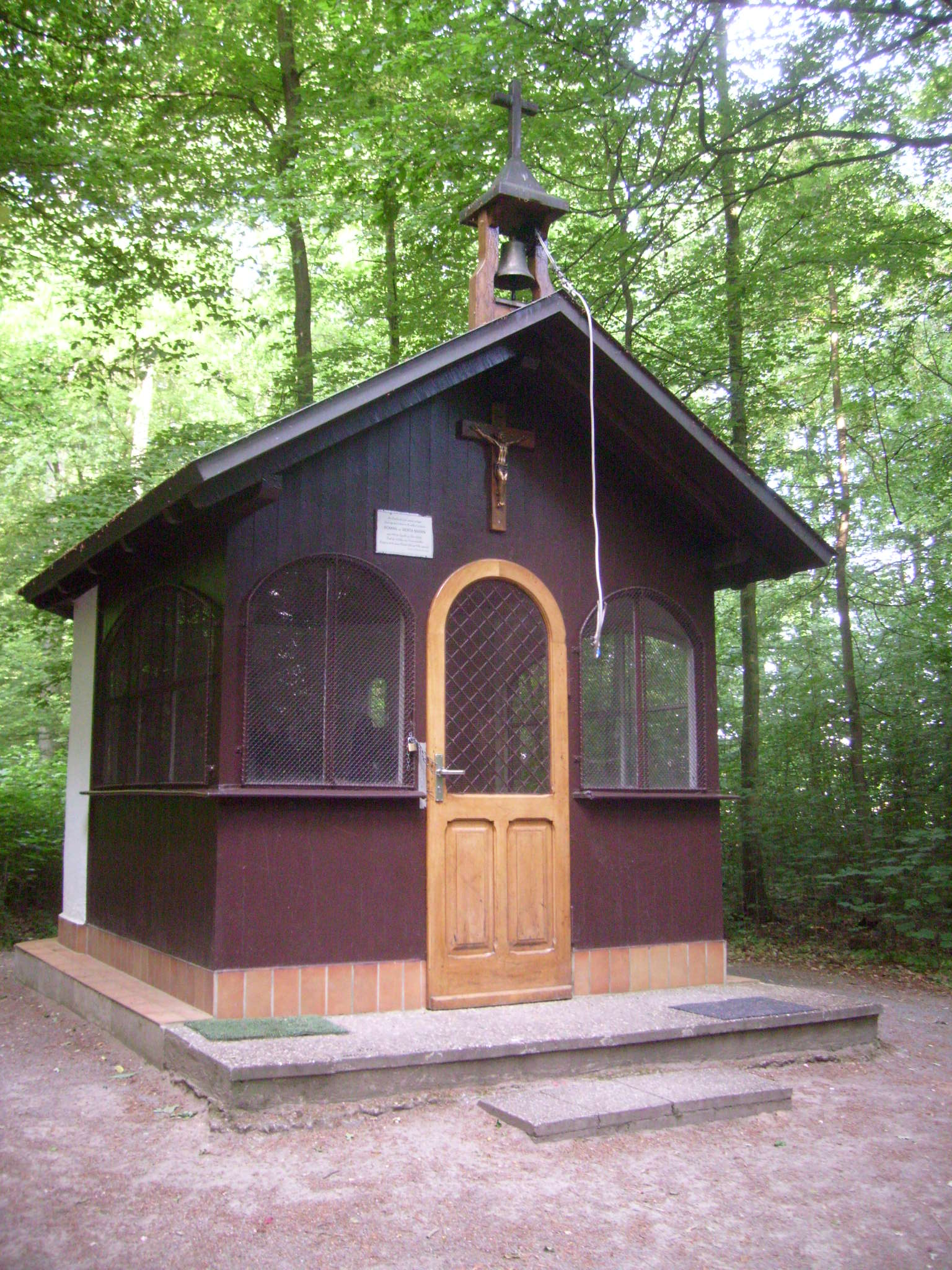
Christkönigskapelle

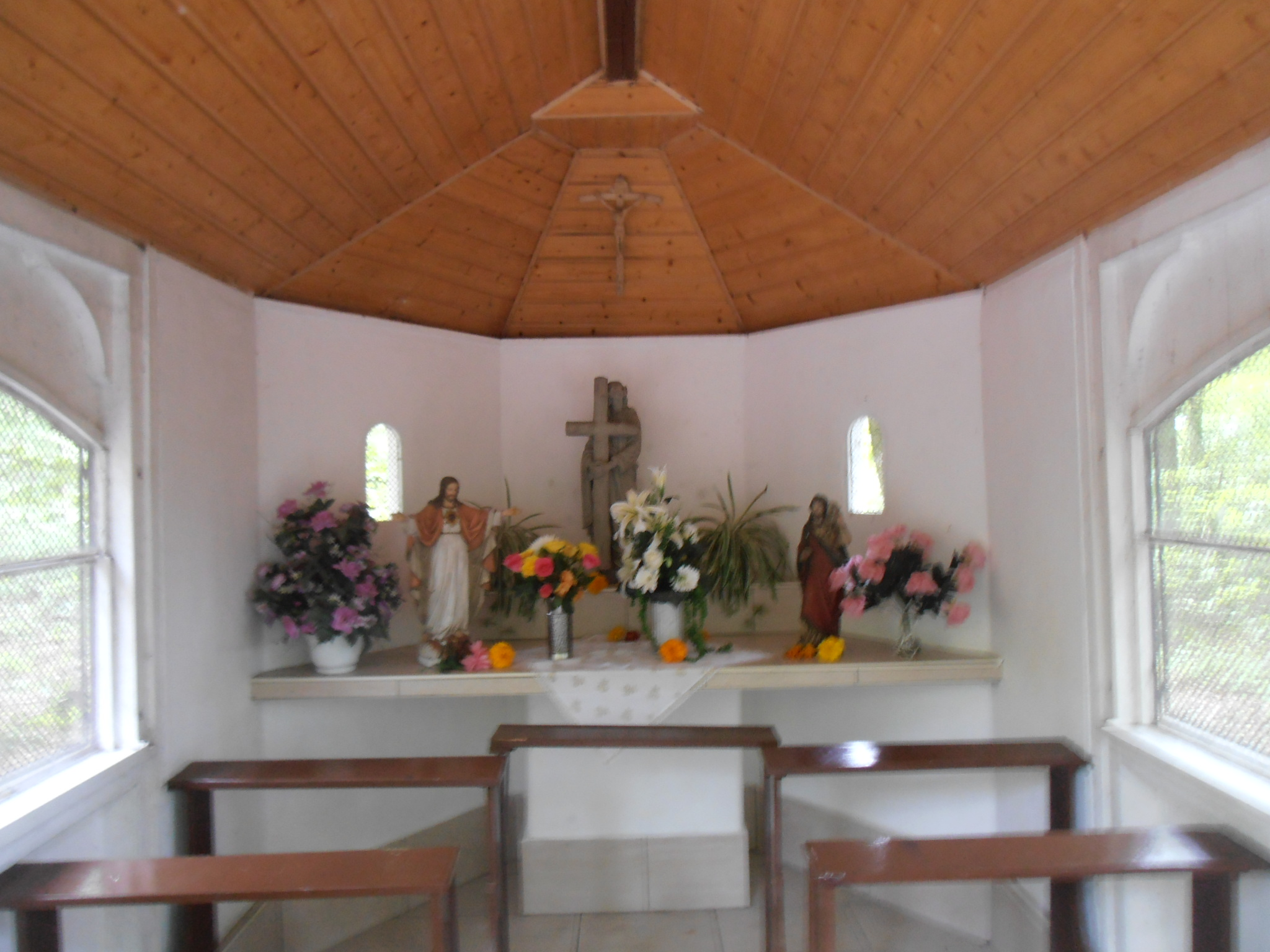
Innenansicht der Kapelle

Die Christkönigskapelle, oder auch Kocherwaldkapelle, im Kocherwald bei Bad Friedrichshall-Jagstfeld wurde 1933 erbaut.

## Lage
Die Christkönigskapelle befindet sich am westlichen Rand des Bad Friedrichshaller Kocherwalds, etwa 95 Meter südlich des Sportparks und des Friedrich-von-Alberti-Gymnasiums. 

## Geschichte
Der im Salzbergwerk Bad Friedrichshall angestellte Zimmermann Roman Mayan erkrankte an Rheuma, woraufhin er neben Ärzten auch Gott um Hilfe bat. Nachdem er wieder genas, errichtete er 1933 mit Freunden eine Waldkapelle, welche später um einen Dachreiter mit Glocke erweitert wurde.
Die Kapelle wurde am Christkönigsfest 1933 eingeweiht. 1936 wurde von Mayan und seinen Helfern ein Kreuzweg, bestehend aus 14 Stationen, angelegt. Dieser wurde jedoch aufgrund mehrmaliger Beschädigungen in den 1970er Jahren an die westliche Außenseite der Jagstfelder Auferstehungskirche verlegt. An einem Anbau an der Westseite der Kapelle wurde ein Marienbildnis eingelassen. 
In den 1970er Jahren fiel die Kapelle immer öfter Vandalismus zum Opfer, weshalb man überlegte, sie abzubauen. 1978 wurde die Kapelle von der Katholischen Kirchengemeinde Bad Friedrichshall übernommen, welche sie 1980 und 1994 saniert hat.
Die wertvolle Christkönigsstatue wurde 2007 zerschlagen.
In der stark frequentierten Kapelle fand neben zahlreichen Andachten auch eine Hochzeit statt.